# Gavina cendrosa
La gavina cendrosa o gallineta de mar a les Balears(Larus canus) és una espècie d'ocell de la família dels làrids (Laridae) que habita costes, llacs, rius i aiguamolls des d'Islàndia, illes Fèroe, illes Britàniques i Escandinàvia, cap a l'est, a través del nord de Rússia fins al centre de Sibèria, i nord d'Europa cap al sud fins al nord de França, Suïssa, Àustria i Polònia fins al centre de Rússia, nord del Kazakhstan, nord de Mongòlia, sud i nord-est de Sibèria fins Txukotka, Sakhalín, Kamtxatka, les illes Kurils, Alaska i el nord-oest del Canadà. Si bé la seva presència en hivern, és habitual a la costa atlàntica de la península Ibèrica i en molts indrets del Mediterrani, és regular però escàs als Països Catalans.